# The Bell Witch
The Bell Witch to minialbum duńskiej grupy heavymetalowej Mercyful Fate. Wydany nakładem Metal Blade Records 27 czerwca 1994 roku.

## Lista utworów
1. „The Bell Witch” – 4:34
2. „Is That You, Melissa?” – 4:37
3. „Curse of the Pharaohs (Live)” – 4:24
4. „Egypt (Live)” – 4:53
5. „Come to the Sabbath (Live)” – 6:48
6. „Black Funeral (Live)” – 3:40

## Twórcy
- King Diamond – śpiew, produkcja, miks
- Hank Shermann – gitara, produkcja, miks
- Michael Denner – gitara
- Sharlee D’Angelo – gitara basowa
- Snowy Shaw – perkusja
- Tim Kimsey – produkcja, miks
- Brian Slagel – producent wykonawczy
- Eddy Schreyer – mastering
- William Hames – okładka